# Гексахлорорутенат(IV) калия
Гексахлорорутена́т(IV) ка́лия — неорганическое соединение, 
комплексное соединение металла рутения
с формулой K2[RuCl6],
чёрно-красные кристаллы,
гидролизуется в воде.

## Получение
- Восстановление раствора тетраоксида рутения соляной кислотой с последующим добавлением хлорида калия.

{\displaystyle {\mathsf {RuO_{4}+2KCl+8HCl\ {\xrightarrow {}}\ K_{2}[RuCl_{6}]\downarrow +2Cl_{2}+4H_{2}O}}}

## Физические свойства
Гексахлорорутенат(IV) калия образует чёрно-красные кристаллы
кубической сингонии,
параметры ячейки a = 0,9738 нм,
структура типа гексахлороплатината калия.
В водных растворах подвергается гидролизу до K2[Ru(OH)Cl5].